# Єфросинія Суздальська
Єфросинія Суздальська (в миру княжна Феодулія Михайлівна Чернігівська; нар. 1212 — пом. 25 вересня 1250) — православна свята, донька князя  Михайла Чернігівського.
День пам'яті — 25 вересня.

## Біографія
Її батьками був святий мученик князь Михайло Всеволодович Чернігівський, а матір'ю дочка Романа Мстиславича Галицького, ім'я якої до нас не дійшло. Згідно житія, Єфросинія виявилася першою, вимоленою дитиною, перед народженням якої пара старанно молилася. Боярин Феодор, пізніше замучений разом з князем в Орді, впливав на її освіту.
Освоїла грамоту в 9 років. Житіє повідомляє, що княжні в женихи був обраний брат Александра Невського Федір Ярославич, проте той помер несподівано в тринадцятирічному віці в Новгороді 5 червня 1233 року.
Княжна залишилася в Суздальському жіночому монастирі на честь Положення ризи Божої Матері, де незабаром прийняла постриг з ім'ям Єфросинія (на честь святої Єфросинії Александрійської). З часом стала ігуменею цього монастиря.
За ініціативою святої у Суздалі був заснований Троїцький монастир для постригу «мужатих дружин».
Рік смерті Єфросинії в життії не вказано. У літературі зустрічається дата — 1250 рік. Але вона є здогадкою.
У житії повідомляється, що свята була похована 27 вересня в Ризоположенській обителі, оплакана духовенством і всім народом.

## Шанування і канонізація
Початок загальноцерковного шанування Єфросинії почалося після хіротонії в 1517 році у єпископа Суздальського і Таруського настоятеля володимирського Богородице-Різдвяного монастиря архімандрита Геннадія, наближеного до великого князя Василія III.
Житіє було написане Григорієм, ченцем суздальського Спасо-Евфимійового монастиря. У ньому, крім розповіді про дива, скоєні святою за життя, розміщено два оповідання про посмертні чудеса, свідком яких був автор. Одне з них датоване 1 травня 1558 роком. Мабуть, житіє було створено на рубежі 50-х і 60-х років XVI століття.
18 вересня 1698 року з благословення патріарха Адріана митрополит Суздальський Іларіон звершив славлення преподобної Єфросинії. Тоді ж були знайдені мощі, поміщені в собор монастиря. 
Результат розкриття мощей 12 лютого 1919 року у звіті VIII відділу Народного комісаріату юстиції РРФСР З'їзду Рад був описаний так: «текстильна лялька з шматками кісток». За радянської влади мощі потрапили до Суздальського музею, а 1988 році були передані до єдиної діючої на той час в Суздалі церкви в ім'я рівноапостольних Костянтина і Олени. З 1993 по 2010 рік церква перебувала в юрисдикції розкольницької Російської православної автономної церкви.